# Lauri Vilkko
Lauri Vilkko, född 13 augusti 1925 i Rautjärvi, död 13 oktober 2017 i Tusby, var en finländsk femkampare.
Vilkko blev olympisk bronsmedaljör i modern femkamp vid sommarspelen 1952 i Helsingfors.